# Csermák Tibor
Csermák Tibor (Kaposvár, 1927. július 15. – Budapest, 1965. november 14.) magyar grafikus, rajzfilmrendező.

## Élete

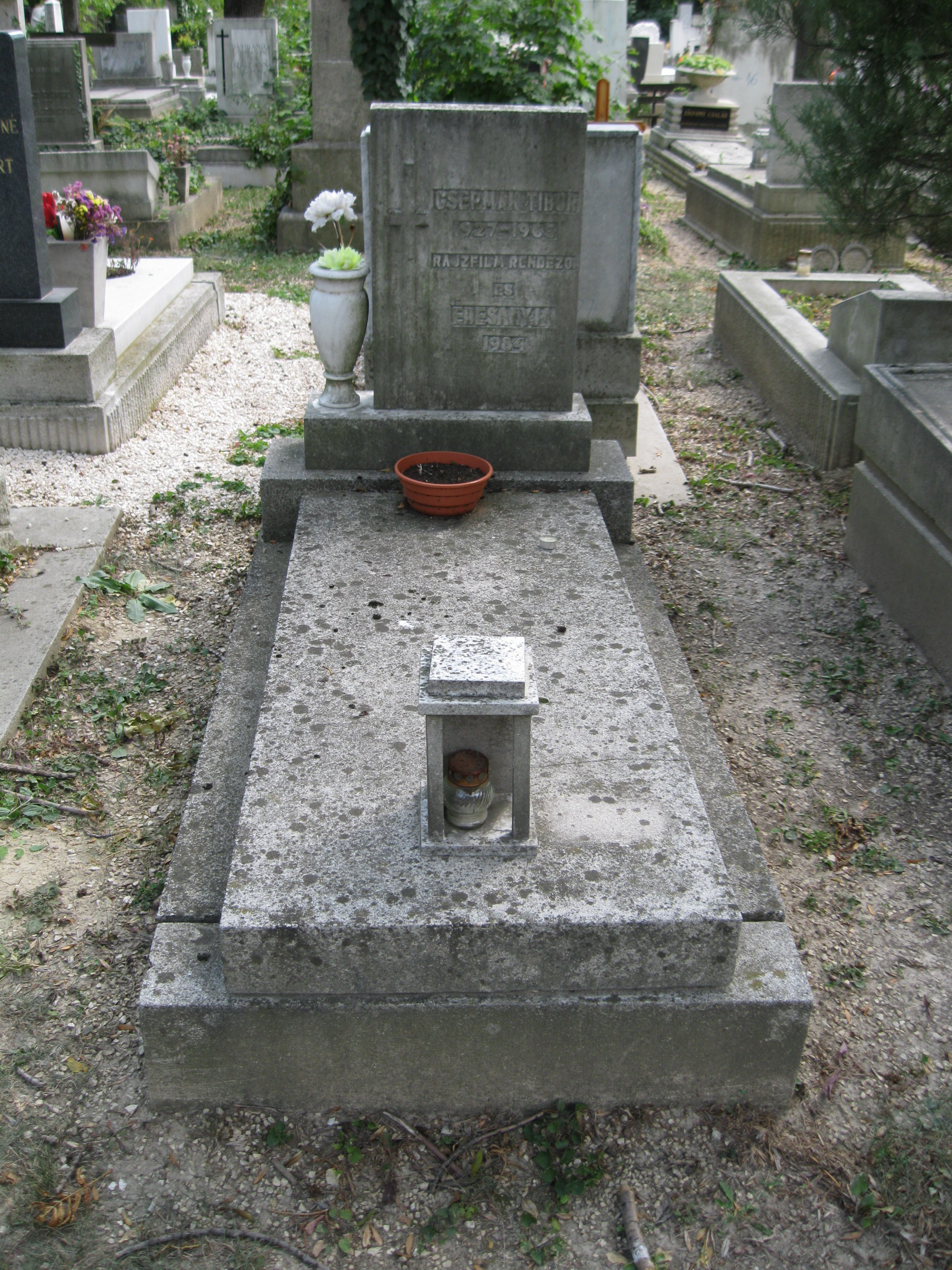
Sírja a Farkasréti temetőben

A budapesti Képzőművészeti Főiskolán szerezte meg diplomáját. 1951-ben kapcsolatba került a filmgyártással, majd 1957-ben Móricz Zsigmond meséje nyomán megrendezte első önálló kisfilmjét A török és a tehenek címmel, mely az első komoly elismerést hozta neki pályafutása során. A Farkasréti temetőben helyezték örök nyugalomra.

## Főbb rendezései
Jelentősebb rendezései a következők:
- A török és a tehenek, 1959
- A kismalac és a farkasok, 1958[1]
- Iciri-piciri, 1959[1]
- A piros pöttyös labda, 1961
- Az égig érő fa, 1962
- Mackókaland, 1962
- A dal öröme, 1962
- Peti és a csodaautó, 1963
- A holdhorgász, 1964[1]
- A dohányzásról, 1965[1]
- Futyuri mint detektív, 1966[1]

## Díjai
- Velencei Gyermekfilmfesztivál első díja, A piros pöttyös labda' című lírai mesefilmjéért, 1961
- Balázs Béla-díj, 1963